# Ліквідація ханів і заснування префектур
Ліквідація ханів і заснування префектур (яп. 廃藩置県, はいはんちけん, хайхан тікен) — адміністративно-політична реформа Імператорського уряду часів реставрації Мейдзі в Японії. Проведена 29 серпня 1871 року. Полягала в переході країни від федеративного устрою до унітарного. Здійснена шляхом ліквідації автономних ханів і утворення на їхньому місці залежних від центрального уряду префектур. Реформа поклала край існуванню великого самурайського землеволодіння в країні та забезпечила ефективне функціонування центрального уряду Японії. Унітарна система адміністративного управління уможливила уніфікацію країни і стала основою для здійснення майбутніх реформ.

## Короткі відомості
Головною умовою для проведення адміністративної реформи була необхідність централізації країни задля її подальшого системного реформування. На заваді цій централізації стояли хани, які попри повернення земель і населення Імператору 1869 року залишалися фактично автономними. Самі хани ворогували один з одним, а деякі з них протестували проти політики Імператорського уряду.. Неефективність управління, спричинена успадкованим від сьоґунату Токуґава федеративним устроєм, викликала невдоволення по всій країні, що проявилося у серії селянських протестів і повстань протягом 1870 року.
В таких умовах Імператорський уряд розпочав впровадження адміністративної реформи: ліквідації ханів і переходу до унітарного державного устрою. Насамперед він сформував 10-тисячну гвардію із самураїв трьох лояльних ханів Сацуми, Тьосю і Тоси, яку розмістив у Токіо для придушення потенційних противників реформи. Наступним кроком стало посилення консолідації всередині уряду шляхом призначення на посади імператорських радників впливових осіб з цих ханів. Ними стали Кідо Такайосі з Тьосю-хану, Сайґо Такаморі з Сацума-хану, Ітаґакі Тайсуке з Тоса-хану й Окума Сіґенобу з Саґа-хану. Підготовка адміністративної реформи проходила в умовах секретності.
29 серпня 1879 року уряд опублікував від імені Імператора указ про ліквідацію ханів і заснування префектур. Згідно з указом усі хани скасовувалися, а на їх місці утворювалися залежні від центральної влади префектури. Голови ханів звільнялися з посад і були змушені разом із сім'ями пересилитися до Токіо. На їх місце уряд призначав нових голів префектур, підзвітних центру. В результаті реформи утворилося 305 префектури: 3 головні та 302 звичайні. Наприкінці 1871 року кількість останніх скоротили до 72, а 1888 року довели до 43. Загальна кількість префектур разом із Хоккайдо становила 47.
Збройних протестів, яких побоювався уряд, не сталося. Хани були неспроможні організувати їх через розвал власних фінансових систем, нестачу військ та озброєння. З іншого боку, голови та місцеві самураї схвально сприйняли ліквідацію власних ханів, оскільки уряд пообіцяв утримувати їх державним коштом, взявши на себе їхні боргові зобов'язання.
Хоча 1871 року Імператорський уряд скасував усі хани, 16 жовтня 1872 року він заснував новий — Рюкю-хан. Цей хан знаходився на території ванства Рюкю, яке з 17 століття було васальною державою двох сусідів: Японії та Цінського Китаю. Проголошення Рюкю-хану ліквідовувало ванство і в односторонньому порядку включало його до складу Японії. Родина ванів отримала статус титулованої шляхти кадзоку і титул графів. Згодом, 4 квітня 1879 року, японці ліквідували й сам хан, інкорпорувати його як префектуру Окінава до складу своєї держави.